# Cenemus silhouette
Cenemus silhouette is een spinnensoort uit de familie trilspinnen (Pholcidae). De soort komt voor op de Seychellen.